# Coupe de Belgique de football 1988-1989
La Coupe de Belgique 1988-1989 a été remportée le 4 juin 1989 par le Royal Sporting Club d'Anderlecht au Stade du Heysel à Bruxelles.

## Finale
| Équipes           | RSC Anderlecht - Standard de Liège |
| Score             | 2 - 0 (1 - 0) |
| Stade             | Stade du Heysel, Bruxelles |
| Arbitre           | Alexis Ponnet (Dernier match arbitré) |
| Buts              | 12e Eddie Krnčević (1-0), 61e Milan Janković (2-0) |
| RSC Anderlecht    | Filip De Wilde - Adrie van Tiggelen, Michel De Groote, Stephen Keshi, Henrik Andersen - Patrick Vervoort, Charles Musonda, - Luc Nilis (Gert Verheyen, 90e), Milan Janković (Pier Janssen, 85e), Eddie Krnčević Entraîneur : Raymond Goethals                           |
| Standard de Liège | Gilbert Bodart - Guy Hellers, Thierry Siquet, Paul Lambrichts, Etienne Delangre - Ljubomir Radanović, Shalom Tikva (Jameleddine Limam, 82e), Benoît Thans - Ronny Rosenthal, Guy Vandersmissen (Freddy Luyckx, 82e), Alexandre Czerniatynski Entraîneur : Urbain Braems |